# احتلال أصيلة
احتلال أصيلة أو الاحتلال البرتغالي لأصيلة هو صراع عسكري بين الدولة الوطاسية بالمغرب الأقصى ومملكة البرتغال يوم 24 عشت سنة 1471 م.

## تاريخ
استمرارًا لسياسته المتمثلة في التوسع داخل الأراضي المغربية، وضع الملك أفونسو الخامس ملك البرتغال خططًا لغزو طنجة ضمن الحملات الصليبية ضد المسلمين. فقرر بداية احتلال مدينة أصيلة وجعلها قاعدة لهجماته ضد مدينة طنجة.
مغادرًا من مدينة لاغوس البرتغالية بجيش قوامه حوالي 30.000 رجل و 400 سفينة، وصل أفونسو الخامس إلى الساحل المغربي بعد ظهر يوم 22 عشت سنة 1471 م. ثم استدعى الملك البرتغالي مجلسه وقرر مهاجمة أصيلة في صباح اليوم التالي. غير أن عاصفة رهيبة هبت وفقد بسبب البرتغاليون عدد من السفن والجنود. وأستمرت طيلة أيام الحصار الثلاثة على المدينة.
كانت العاصفة شديدة لدرجة أنها منعت السفن من قصف مدافع المغاربة بأسوار المدينة. وصل جيش أفونسو إلى الشاطئ بعد نزول مضطرب على الساحل أسفر عن مقتل أكثر من 200 رجل بسبب الرياح والأمواج العاتية، وحاصر مدينة أصيلة، وغزاها بعد معركة قاسية في يوم 24 غشت 1471 م.
تم تعيين هنريكي دي مينيزيس كونت فالينسا، كأول حاكم برتغالي على أصيلة من قبل الملك أفونسو. وقد مهد هذا الانتصار في أصيلة الطريق للبرتغاليين لغزو طنجة دون مقاومة بعد أربعة أيام في 28 أغسطس 1471.

## أنظر أيضا
- الإمبراطورية البرتغالية
- سلالة الوطاسيين
- سقوط سبتة
- دوارتي الأول
- هنري الملاح